# Swilda spinathoraxi
Espèce
Synonymes
- Patu spinathoraxi Lin & Li, 2009

Swilda spinathoraxi est une espèce d'araignées aranéomorphes de la famille des Symphytognathidae.

## Distribution
Cette espèce est endémique du Yunnan en Chine,. Elle se rencontre dans le xian de Mengla.

## Description
Le mâle holotype mesure 0,63 mm et la femelle paratype 0,75 mm.
Le mâle décrit par Li, Li et Lin en 2021 mesure 0,52 mm et la femelle 0,80 mm.

## Systématique et taxinomie
Cette espèce a été décrite sous le protonyme Patu spinathoraxi par Lin et Li en 2009. Elle est placée dans le genre Crassignatha par Rivera-Quiroz, Petcharad et Miller en 2021 puis dans le genre Swilda par Li, Li et Lin en 2021.

## Publication originale
- Lin & Li, 2009 : « First described Patu spiders (Araneae, Symphytognathidae) from Asia. » Zootaxa, no 2154, p. 47-68.